# Cuisine nigériane
La cuisine nigériane se compose de plats ou produits alimentaires variés préparés dans les différentes régions du Nigeria. Comme d'autres cuisines d'Afrique de l'Ouest, elle utilise les épices et les herbes ainsi que l'huile de palme ou d'arachide dans des sauces au goût prononcé et des soupes fortement pimentées. Dans les foyers comme dans les restaurants, les plats combinent souvent un féculent (swallow), une viande ou un poisson (protein) et des légumes (vegetable). 
Parmi les plats les plus emblématiques de la cuisine nigériane figurent le jollof rice (riz wolof en français), le moimoi (gâteau de haricots) ou encore les suyas (grillades de viande) et le kilishi (viande séchée). La cuisine nigériane est réputée pour ses nombreuses soupes, à l'origine spécifiques à certaines régions mais aujourd'hui largement répandues sur l'ensemble du territoire : egusi à base de pistache africaine, ogbono (fruits du genre Irvingia), pepper soup (fortement pimentée), edikang ikong, etc. 
Les féculents de base ont longtemps été l'igname, le manioc, ou les céréales traditionnellement cultivées en Afrique de l'Ouest (millet, sorgho) ; ils sont de plus en plus remplacés par le riz, dont la consommation progresse à un rythme rapide. 

## Produits de base
Céréales : riz, millet, sorgho.

Tubercules : igname, manioc.

Fruits et légumes : banane, banane plantain, gombo, tomate, oignon, aubergine, ananas, pastèque, fruit de l'arbre à pain.

Viandes : poulet, bœuf, mouton, chèvre, porc (chez les chrétiens seulement).

Poissons : poisson-chat, tilapia.

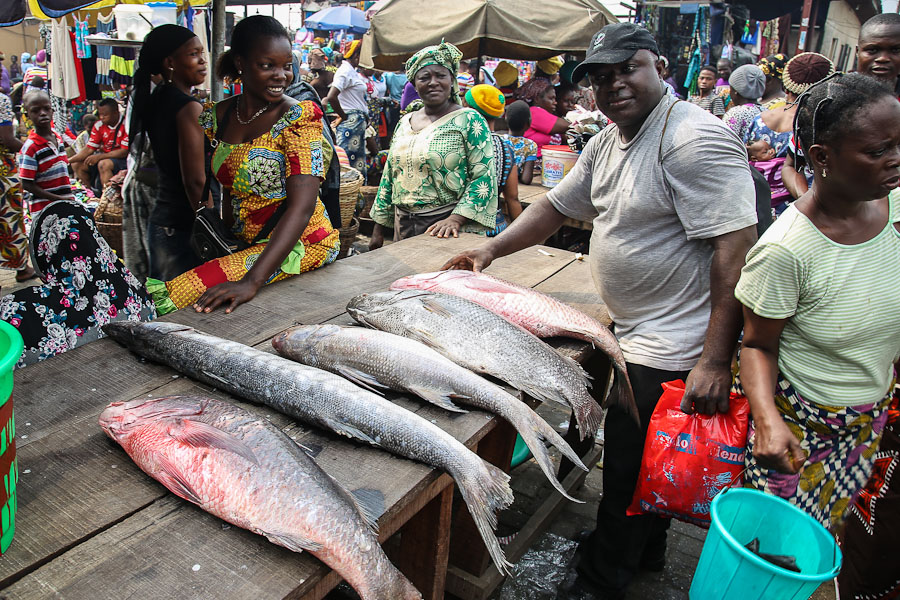
Poissons à Lagos
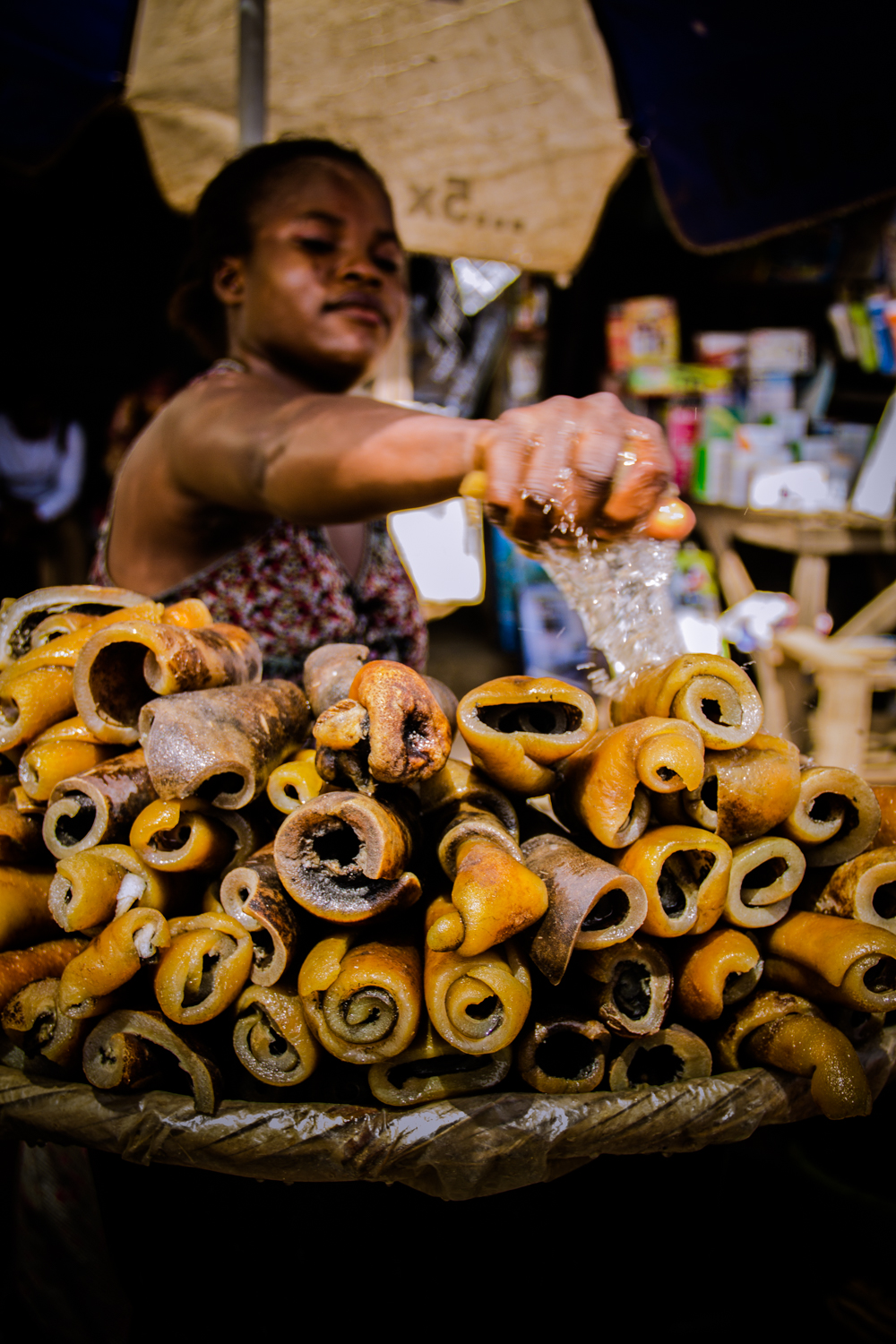
Ponmo
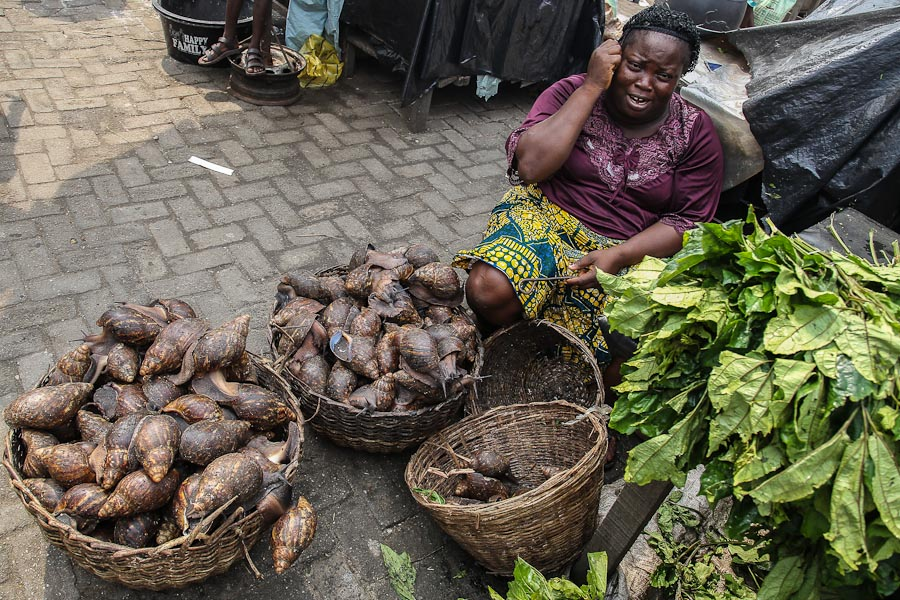
Escargots
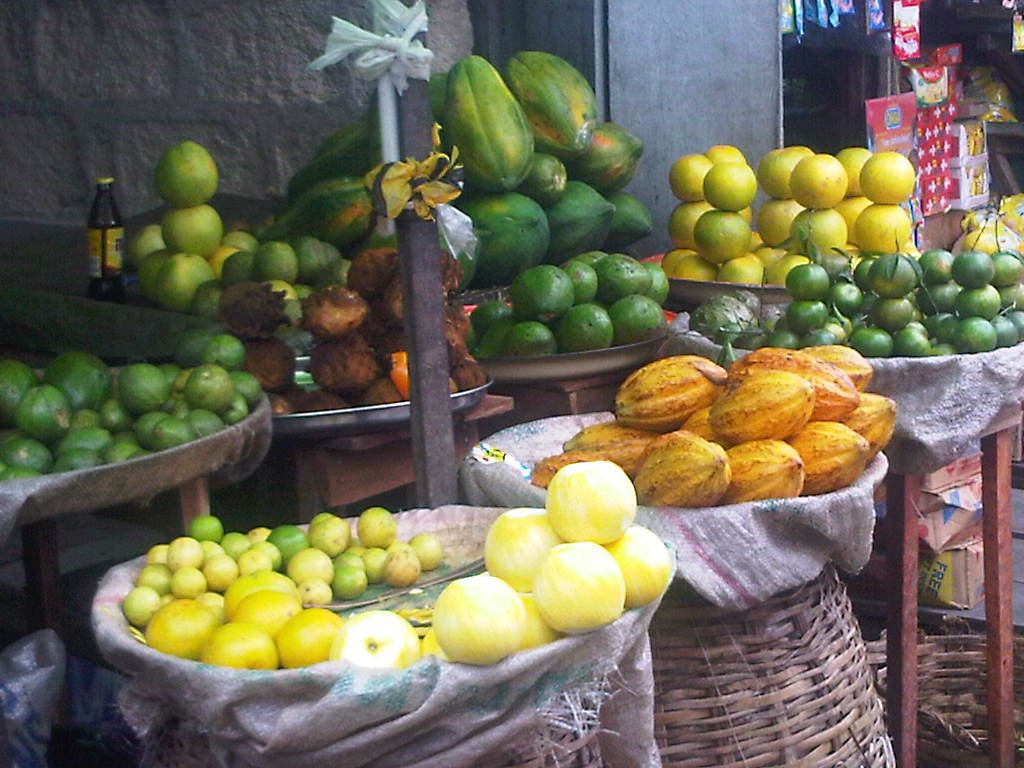
Fruits à Calabar
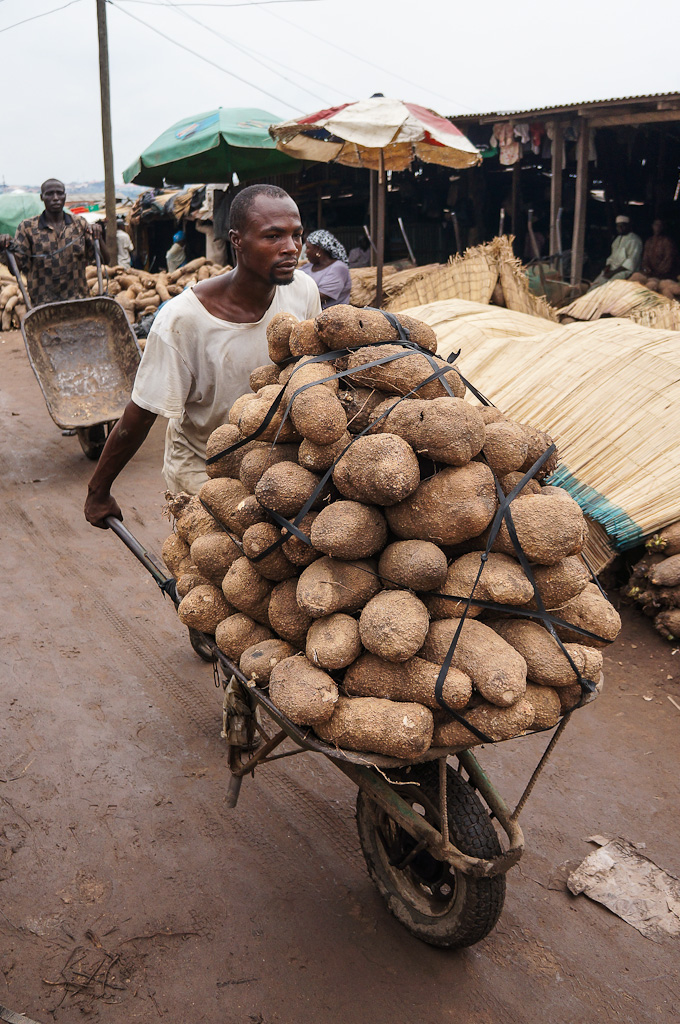
Ignames
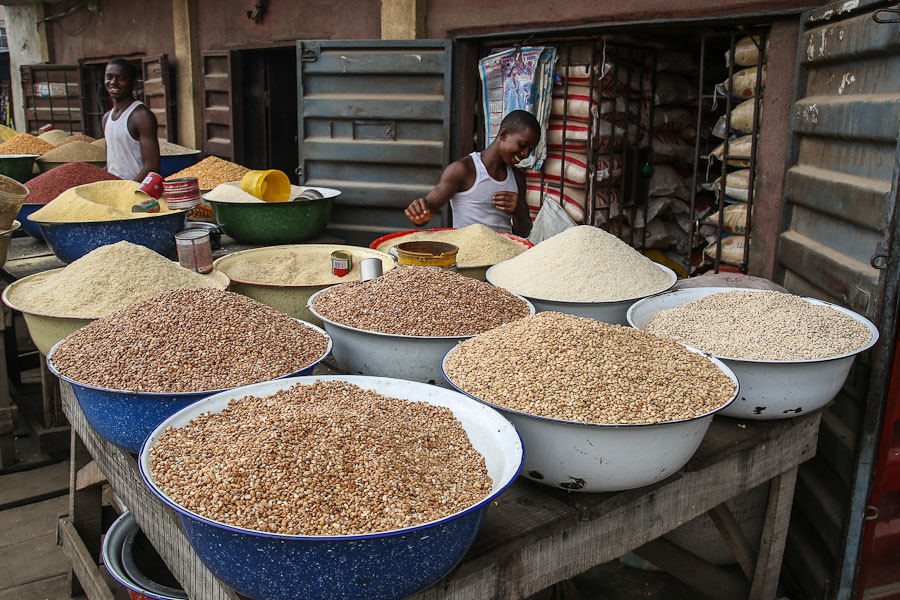
Haricots et riz

## Sélection de plats

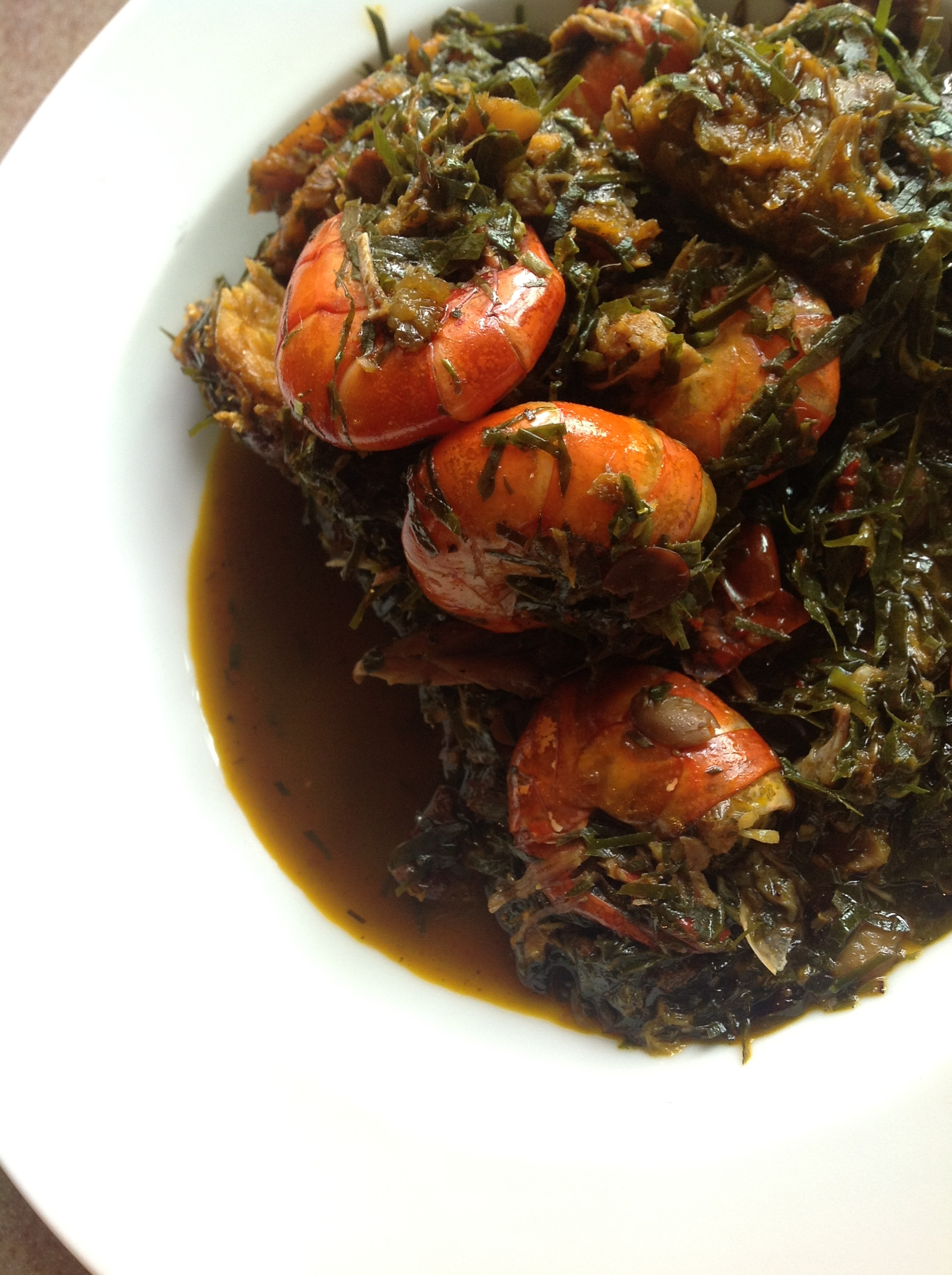
Soupe afang
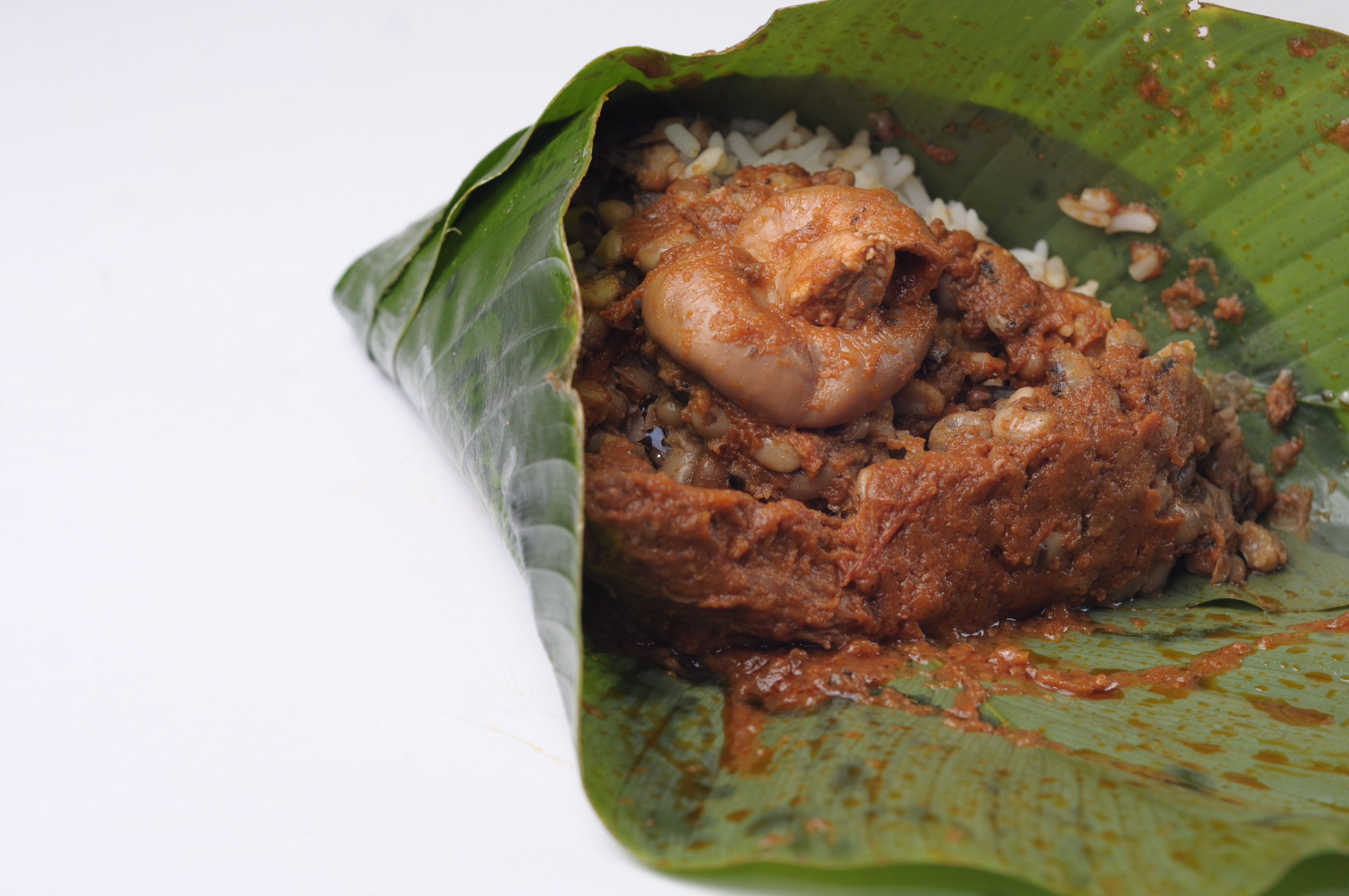
Plat de riz servi dans une grande feuille
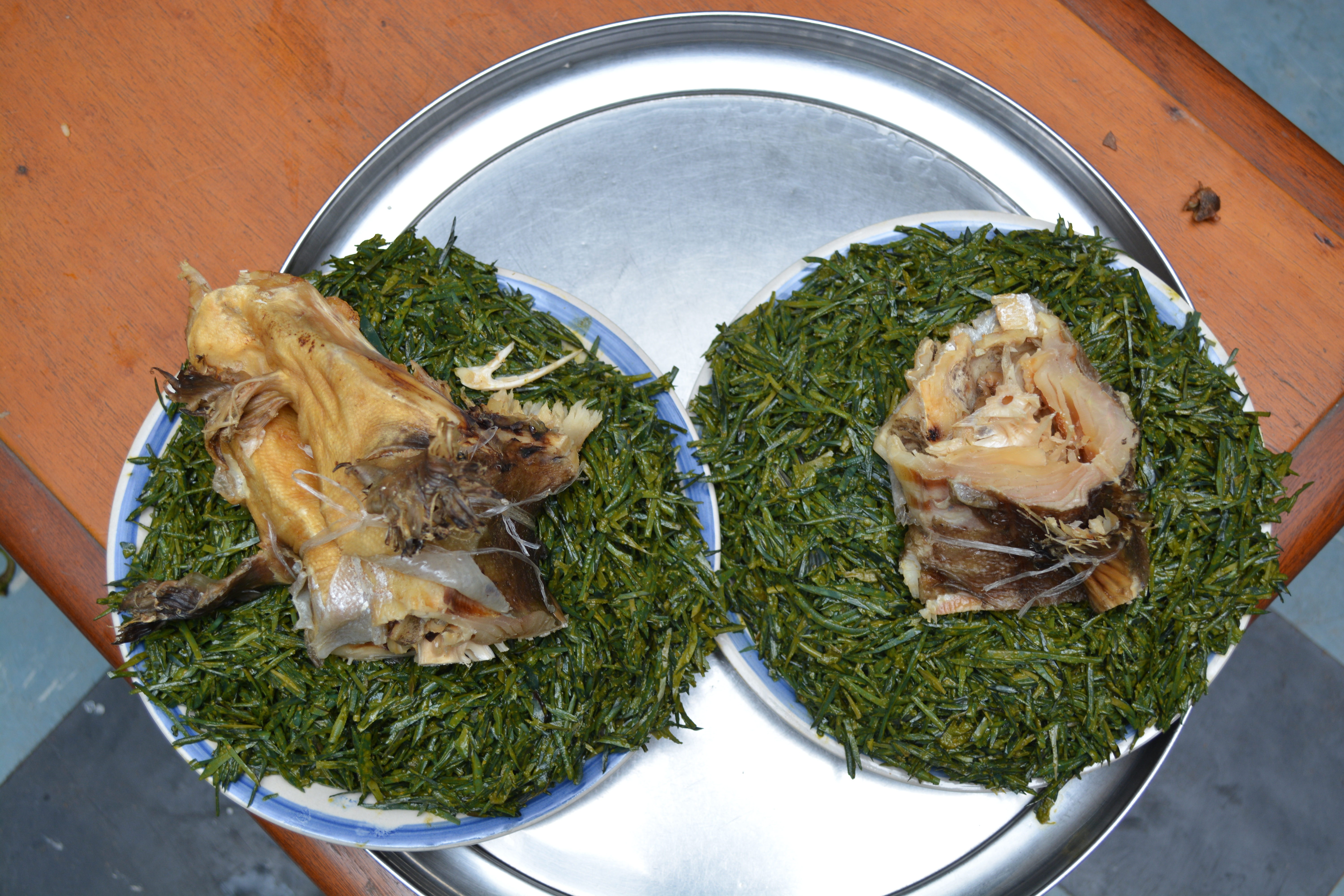
Ugba et okporoko
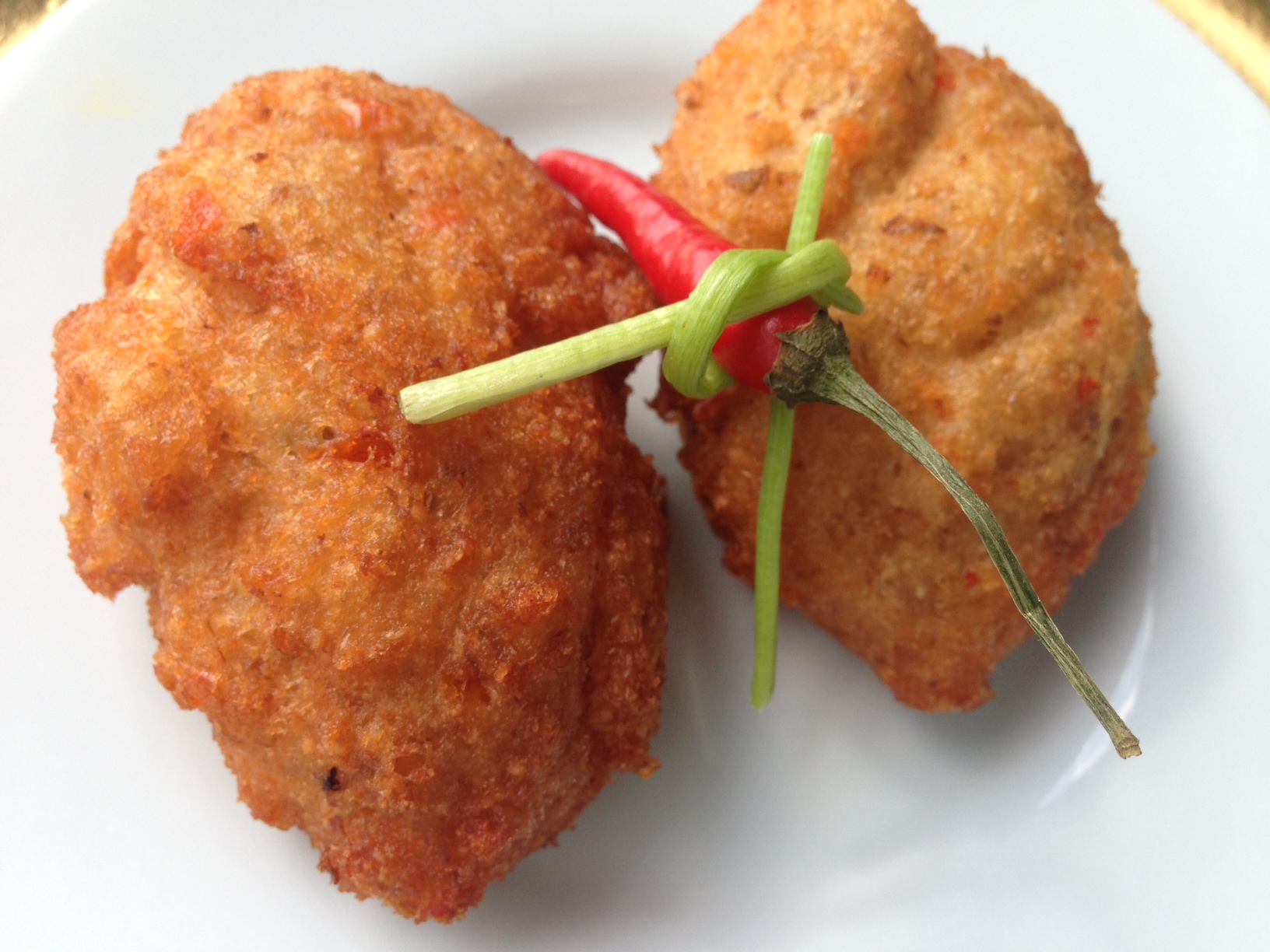
Beignet de haricot akara
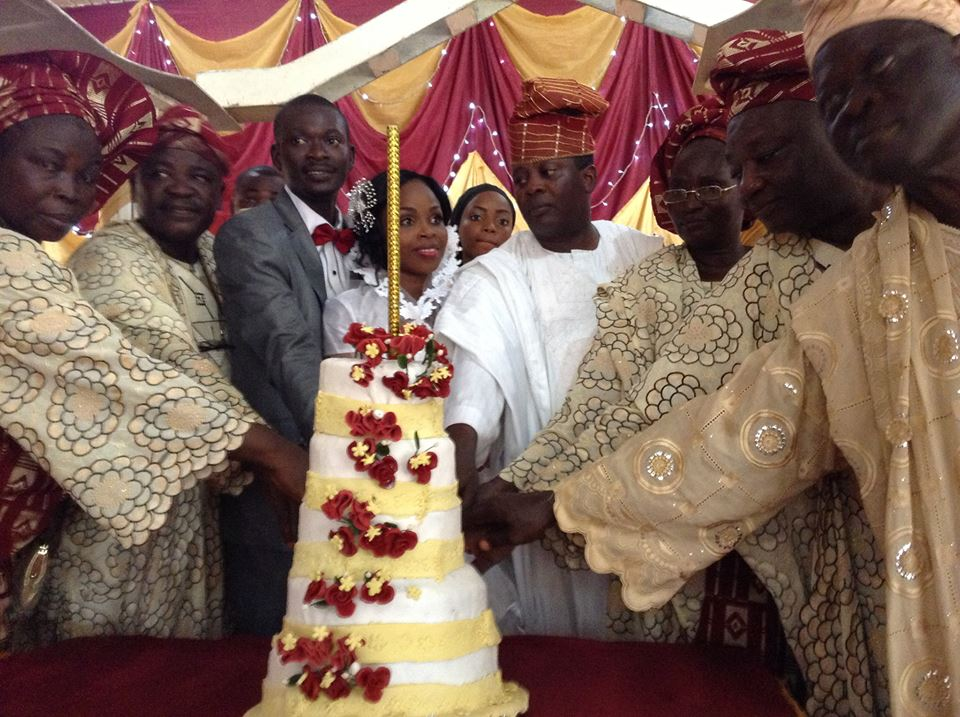
Pièce montée de mariage

## Boissons
Boissons non alcoolisées : jus de gingembre, d'hibiscus (zobo en haoussa), de divers fruits, kunu (boisson obtenue par macération de céréales germées), etc.

Boissons alcoolisées : bière, vin de palme. 

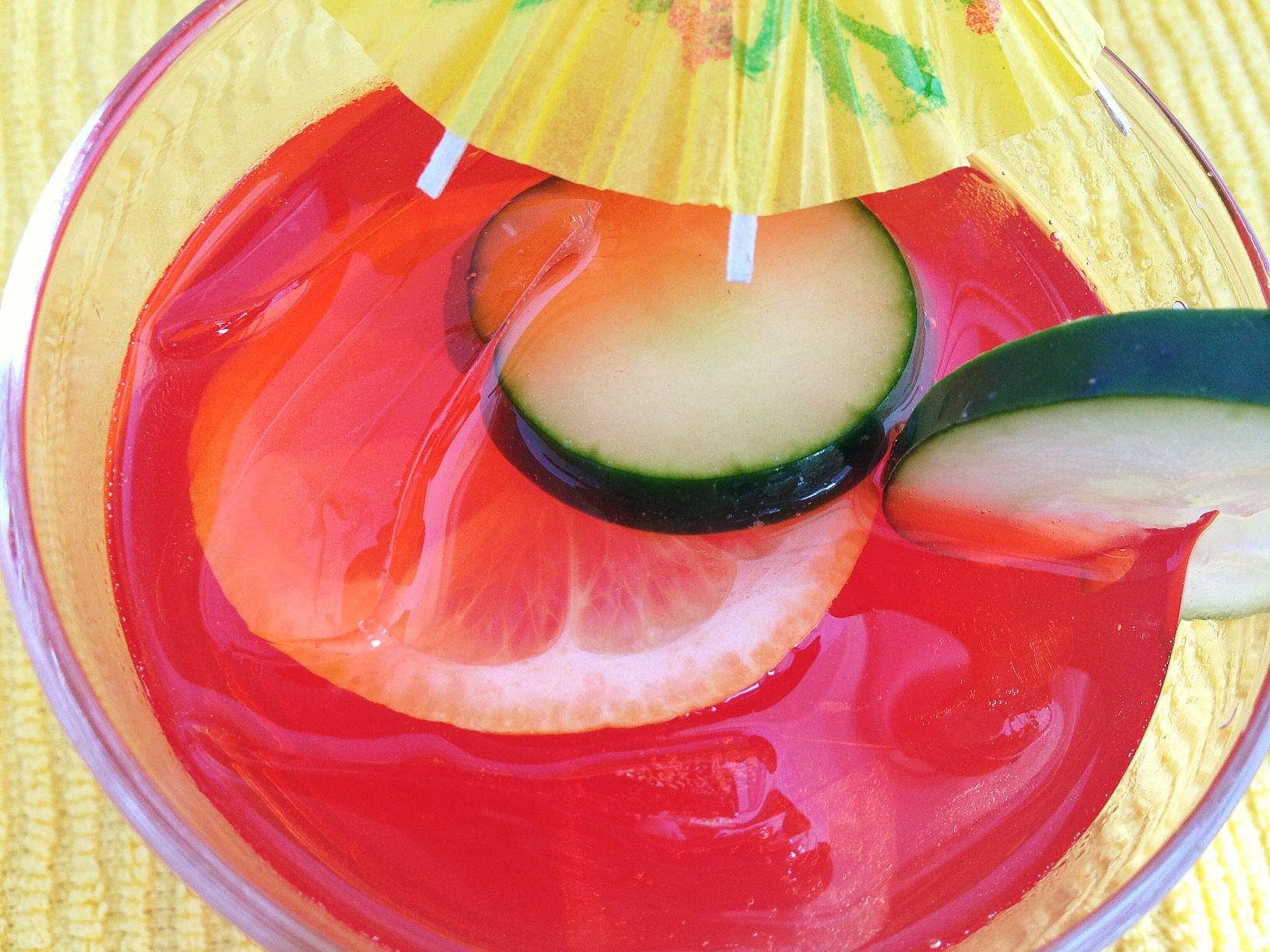
Fanta chapman
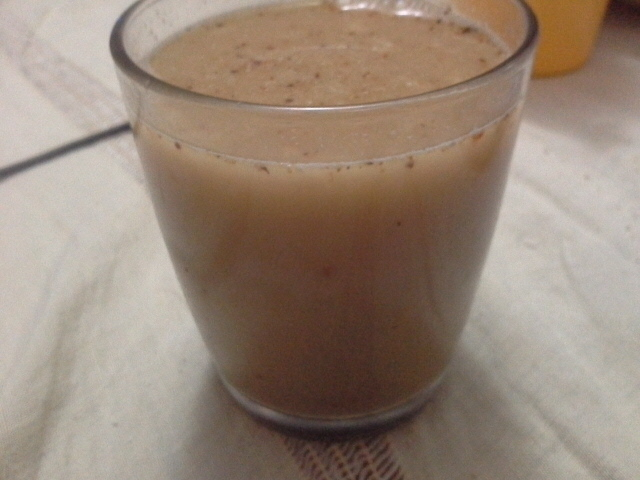
Nmili ukwa
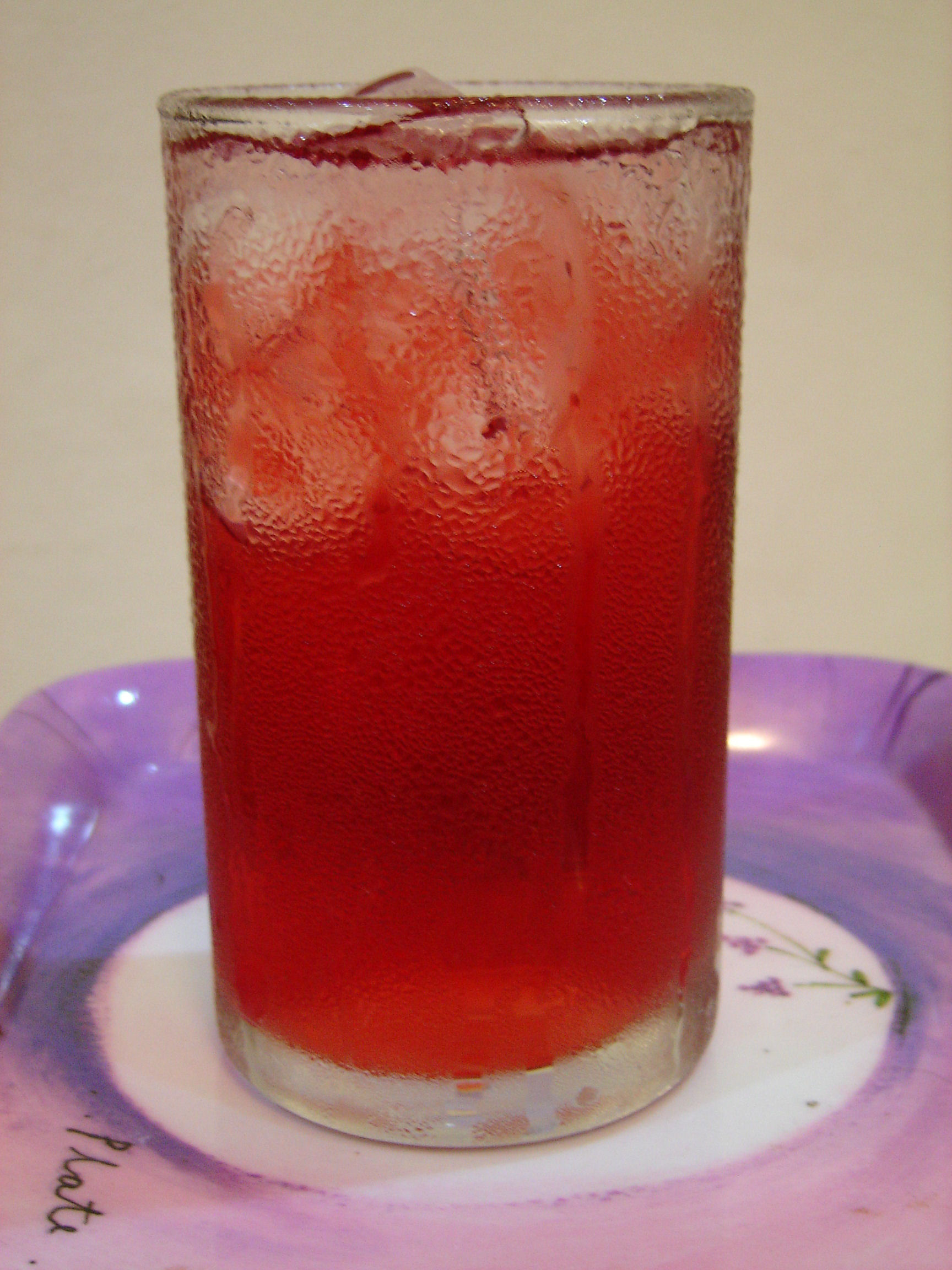
Zobo
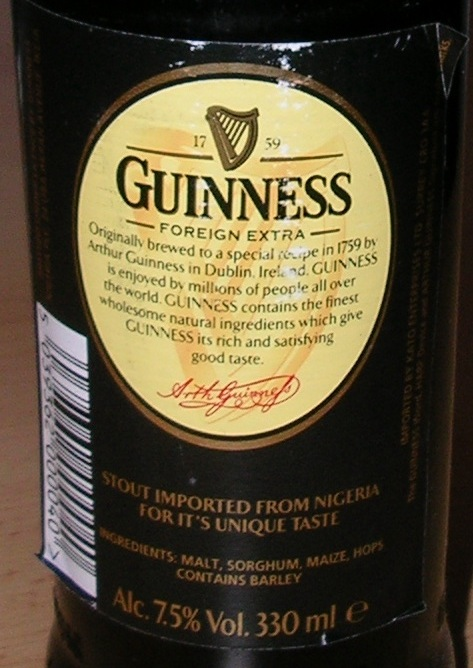
Guinness Export

## Source
- (en) Cet article est partiellement ou en totalité issu de l’article de Wikipédia en anglais intitulé « Nigerian cuisine » (voir la liste des auteurs).